# Mount Wood, Östantarktis
Mount Wood är ett berg i Antarktis. Det ligger i Östantarktis. Australien gör anspråk på området. Toppen på Mount Wood är 1 731 meter över havet.
Terrängen runt Mount Wood är huvudsakligen lite kuperad. Trakten är obefolkad. Det finns inga samhällen i närheten.